# Boule bretonne

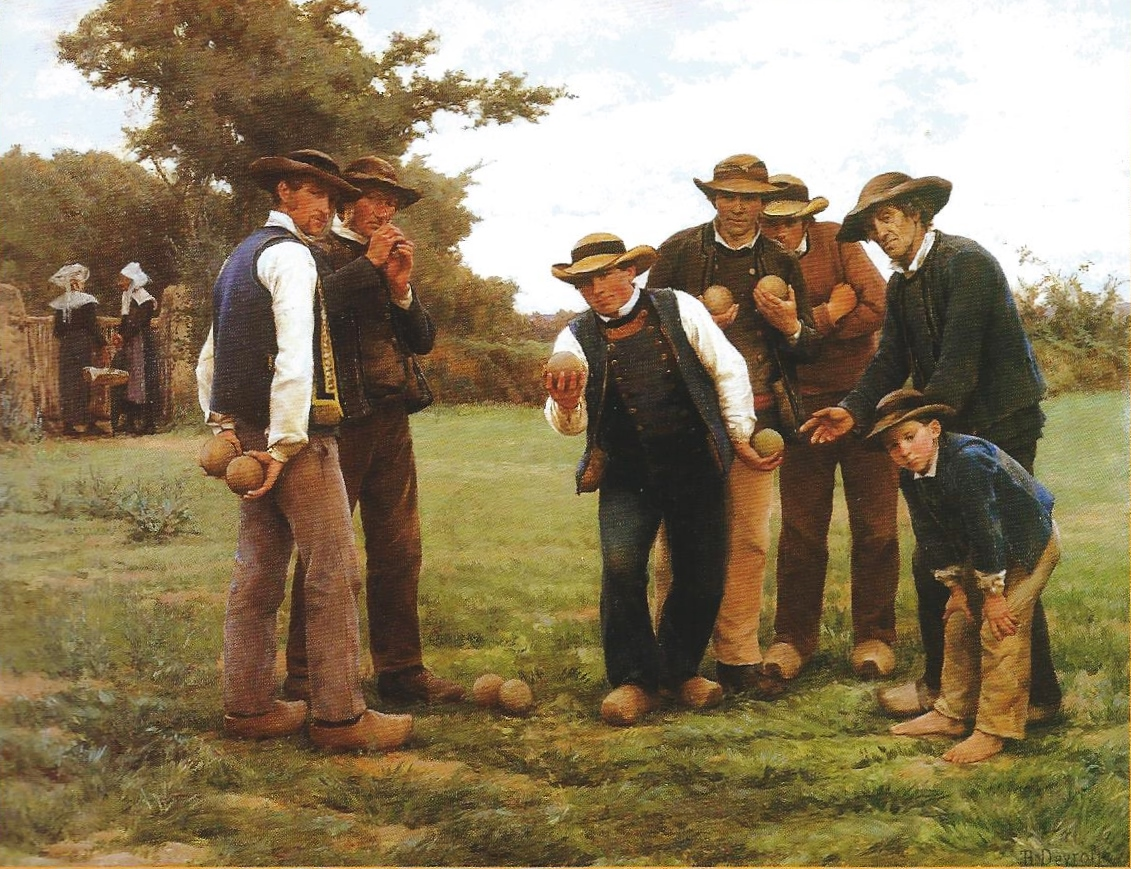
Théophile-Deyrolle-Boulespieler im Beuzec-Conq-Museum der schönen Künste in Quimper

Boule bretonne ist ein in der Bretagne in Frankreich sehr populärer Kugelsport, ein Präzisionssport und eine Art des Boulespiels.

## Allgemeines
Boule bretonne ist ein Traditionssport in der Bretagne, verwandt mit Boule Lyonnaise und Pétanque und wird auf feinem festen Kiesuntergrund in Bahnen mit Banden gespielt, die 16 bis 20 m lang und in der Regel 3 bis 4 m breit sind. Die Kugeln sind aus Holz oder Synthetik, haben einen Durchmesser zwischen 90 und 120 mm und sind zwischen 500 g und 1 kg schwer. Die Zielkugel (Cochonnet, das „Schweinchen“) ist aus Holz, Synthetik oder Messing und hat einen Durchmesser von 30 bis 40 mm. Wie bei anderen Boule-Spielen ist es das Ziel, in den Durchgängen oder Aufnahmen mehr Kugeln in der Nähe der Zielkugel zu platzieren als die gegnerische Mannschaft. Jede näher platzierte Kugel zählt einen Punkt. Es wird bis zehn oder zwölf Punkte, beim Quadrette auch 15 Punkte gespielt.
Boule bretonne wird in den Formationen Tête à tête, Doublette, Triplette und Quadrette gespielt. Die Anzahl der Kugeln pro Formation variiert in den Regionen und regional unterschiedliche Regeln. In Nantes und Umgebung heißt das Spiel Boule Nantaise und wird auf einem leicht gewölbten Spielfeld gespielt, dessen Mittelpunkt den tiefsten Punkt der Spielfläche ausmacht.